# Sovari
Sovari falu Horvátországban Belovár-Bilogora megyében. Közigazgatásilag Csázmához tartozik.

## Fekvése
Belovártól légvonalban 27, közúton 31 km-re délnyugatra, községközpontjától légvonalban 7, közúton 9 km-re délnyugatra, a Csázmát Ivanić-Graddal összekötő 43-as számú főúttól északra fekszik. Kicsi, egyutcás település a belterülettől északra fekvő zártkerttel.

## Története
A falu 1774-ben az első katonai felmérés térképén „Dorf Szovari” néven szerepel. A Horvát határőrvidék részeként a Kőrösi ezredhez tartozott. Lipszky János 1808-ban Budán kiadott repertóriumában „Szovari” néven szerepel.  Nagy Lajos 1829-ben kiadott művében „pagus”, azaz faluként ugyancsak „Szovari” néven 13 házzal, 90 katolikus vallású lakossal találjuk. 1809 és 1813 között francia uralom alatt állt.
A katonai közigazgatás megszüntetése után Magyar Királyságon belül Horvátország része, Belovár-Kőrös vármegye Csázmai járásának része lett. A településnek 1857-ben 111, 1910-ben 128 lakosa volt. 1918-ban az új szerb-horvát-szlovén állam, majd később Jugoszlávia része lett. 1941-ben a németbarát Független Horvát Állam, majd a háború után a szocialista Jugoszláviához tartozott. A fiatalok elvándorlása miatt lakossága csökkent. 1991-től a független Horvátország része. A délszláv háború idején mindvégig horvát kézen maradt. 2011-ben 97 lakosa volt, akik főként mezőgazdaságból éltek.

## Lakossága
| Lakosság változása | Lakosság változása | Lakosság változása | Lakosság változása | Lakosság változása | Lakosság változása | Lakosság változása | Lakosság változása | Lakosság változása | Lakosság változása | Lakosság változása | Lakosság változása | Lakosság változása | Lakosság változása | Lakosság változása | Lakosság változása |
| ------------------ | ------------------ | ------------------ | ------------------ | ------------------ | ------------------ | ------------------ | ------------------ | ------------------ | ------------------ | ------------------ | ------------------ | ------------------ | ------------------ | ------------------ | ------------------ |
| 1857               | 1869               | 1880               | 1890               | 1900               | 1910               | 1921               | 1931               | 1948               | 1953               | 1961               | 1971               | 1981               | 1991               | 2001               | 2011               |
| 111                | 95                 | 111                | 110                | 123                | 128                | 133                | 130                | 135                | 140                | 105                | 85                 | 90                 | 75                 | 95                 | 97                 |

## Nevezetességei
A falu északi szélén az út mellett álló kis kápolnája jellegzetes fiatornyos toronysisakkal fedett harangtoronnyal.